# Automotrice kkStB 23.0
Le automotrici 23.0 delle kkStB erano una piccola serie di 3 elettromotrici, progettata per l'esercizio sulla ferrovia locale Lana–Postal, elettrificata in corrente continua alla tensione di 750 V.

## Storia
Le elettromotrici vennero costruite nel 1913–1914 dalla Grazer Waggonfabrik con parte elettrica Siemens-Schuckert. Entrarono in servizio sulla linea Lana–Postal dove effettuavano i treni passeggeri (i treni merci erano affidati alle locomotive 1084).
Dopo la prima guerra mondiale le elettromotrici entrarono nel parco italiano, e fecero servizio sulla linea fino alla chiusura del servizio passeggeri nel 1959. Poco dopo vennero accantonate e demolite.